# Jules de Keghel
Jules de Keghel, né à Gand en 1834 et mort dans sa ville natale en 1879, est un artiste peintre de l'école belge et professeur à l'Académie royale des beaux-arts de Gand.

## Biographie
Il est le frère du peintre de fleurs Désiré de Keghel et l'oncle d'Alice de Keghel, peintre de fleurs appréciée.
Il pratiqua particulièrement le portrait, les natures mortes et les fresques à caractère historique.

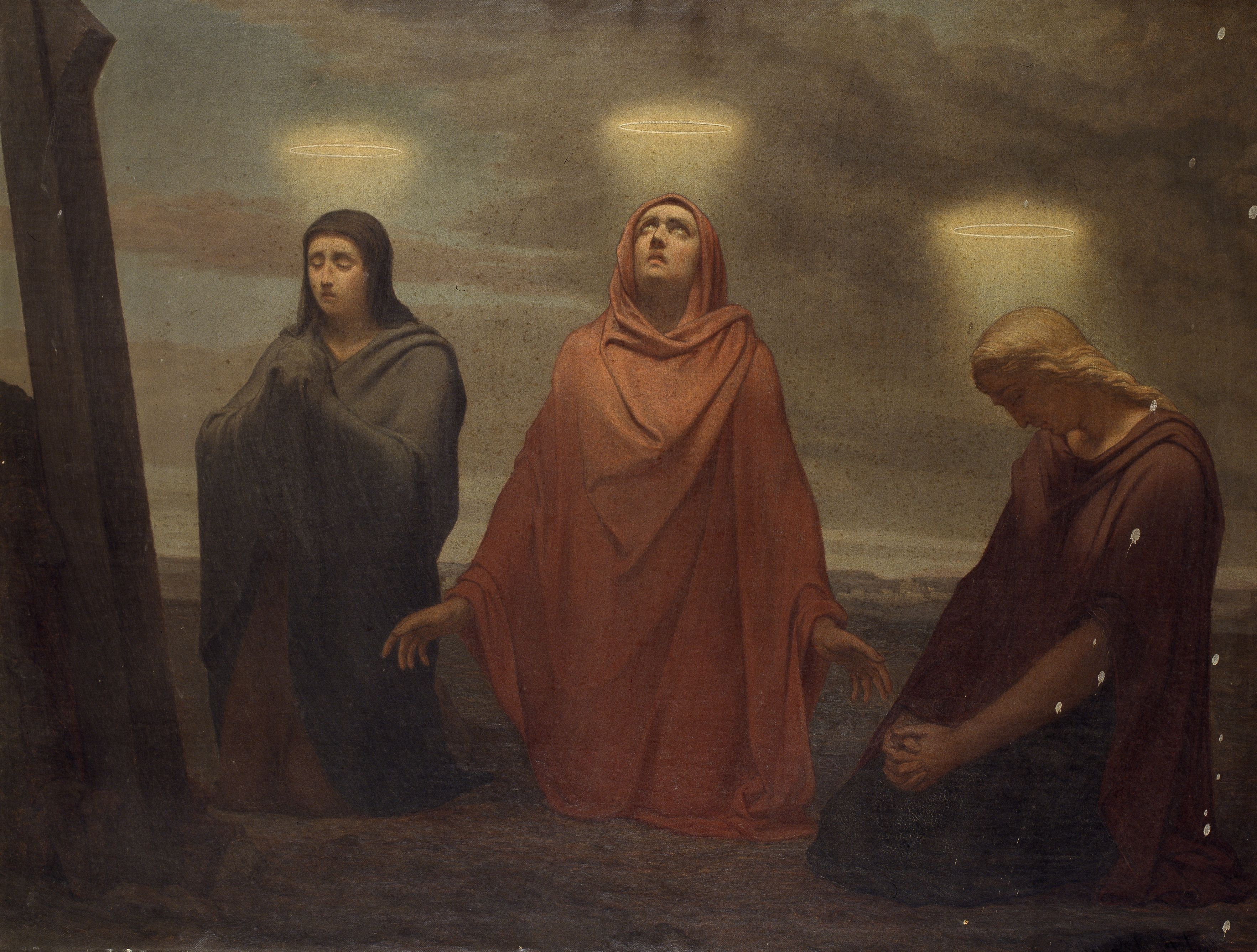
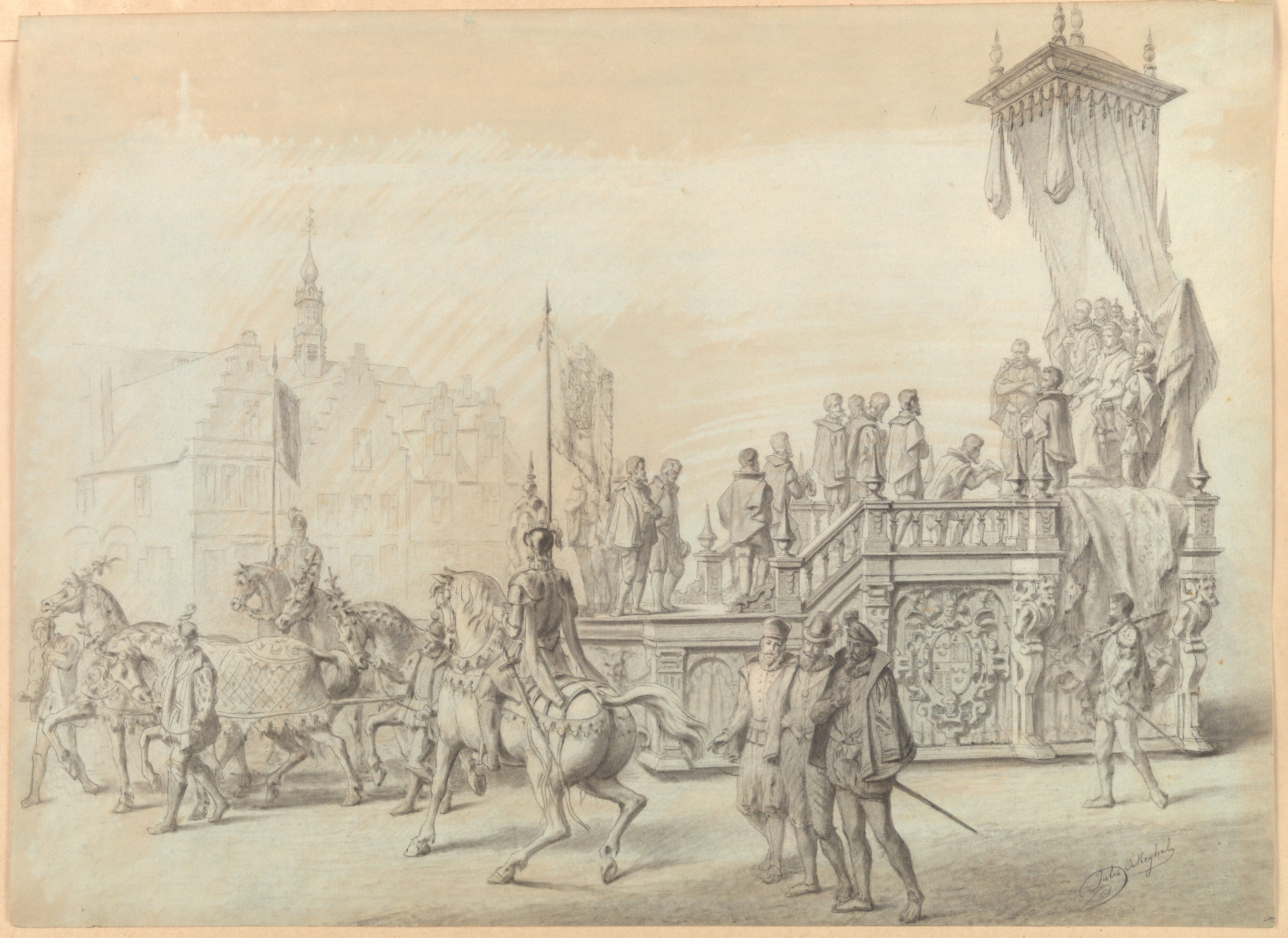